# راسيل كيرك
راسل آموس كيرك (بالإنجليزية: Russell Amos Kirk)‏ (ولد 19 أكتوبر 1918 - توفي 29 أبريل 1994)، منظر سياسي أمريكي وأخلاقي ومؤرخ وناقد اجتماعي وناقد أدبي، عُرف بتأثيره على السياسة المحافظة في الولايات المتحدة في القرن العشرين. أعطى كتابه لعام 1953 العقل المحافظ (The Conservative Mind) شكل الحركة المحافظة غير المتبلورة بعد الحرب العالمية الثانية. وتتبع الكتاب تطور الفكر المحافظ في التقليد الأنجلو أمريكي، مع إعطاء أهمية خاصة لأفكار إدموند بيرك. اعتُبر كيرك المؤيد الرئيسي للتقليدوية. كما كان مؤلفًا بارعًا في كتابة القصص القوطية والخيالية.

## حياته
ولد راسل كيرك في بلايموث، ميشيغان. كان ابن راسل أندرو كيرك، مهندس السكك الحديدية، ومارجوري بيرس كيرك. حصل كيرك على درجة البكالوريوس في جامعة ولاية ميشيغان وماجستير في جامعة ديوك. ثم خدم خلال الحرب العالمية الثانية في القوات المسلحة الأمريكية وكون صداقة وانسجم مع الكاتبة الليبرالية، إيزابيل باترسون، التي ساعدت في تكوين فكره السياسي المبكر. بعد قراءة كتاب ألبرت جاي نوك، عدونا، الدولة (Our Enemy, the State)، توافقت أفكاره مع الكاتب. والتحق بعد الحرب بجامعة سانت اندروز في اسكتلندا وأصبح في عام 1953، الأمريكي الوحيد المتحصل على درجة دكتوراه في الآداب من تلك الجامعة. نسق كيرك برنامجًا للمحافظين بعد الحرب العالمية عن طريق تحذيرهم، وقد أخذت مجموعة من الأفراد، الذين لم يعتد بعضهم مطلقًا على مسؤوليات أخلاقية بهذا الحجم، على عاتقها استئصال سكان ناغازاكي وهيروشيما، وقالوا إنهم جعلوا مسؤوليتهم تقليص احتماليات مثل هذه القرارات المدمرة.
عند الانتهاء من دراسته، تولى كيرك منصبًا أكاديميًا في جامعته بولاية ميشيغان. واستقال في عام 1959، بعد أن أصيب بخيبة أمل من النمو السريع في عدد الطلاب والتركيز على ألعاب القوى بين الكليات والتدريب التقني على حساب الفنون المتحررة التقليدية. أشار بعد ذلك إلى جامعة ولاية ميشيغان باسم «كلية البقر» أو «جامعة بيموث». وكتب في وقت لاحق أن علماء السياسة الأكاديميين وعلماء الاجتماع كانوا من «سلالة - كلاب بليدة ومملة». ثم درّس في وقت متأخر من حياته فصلًا واحدًا سنويًا في كلية هيلزديل، حيث كان أستاذًا زائرًا مميزًا لمادة العلوم الإنسانية.
نشر كيرك بشكل متكرر في مجلتين أمريكيتين محافظتين ساعد في تأسيسهما، ناشيونال ريفيو في عام 1955 ومودرن إيدج في عام 1957. وكان المحرر المؤسس في المجلة الأخيرة، 1957-1959. ثم أصبح في وقت لاحق زميلًا متميزًا في مؤسسة ذا هيريتيج، حيث ألقى عددًا من المحاضرات.
بعد مغادرة ولاية ميشيغان، عاد كيرك إلى منزل أسلافه في ميكوستا، ميشيغان، حيث كتب العديد من الكتب والمقالات الأكاديمية والمحاضرات بالإضافة إلى مشاركته في كتابة عمود إحدى الصحف (استمر في ذلك لمدة 13 عامًا) ناشرًا أفكاره وممارسًا نفوذه على السياسة الأمريكية والحياة الفكرية. تحول كيرك في عام 1963 إلى الكاثوليكية وتزوج من أنيت كورتيمانش، التي تسمى الآن أنيت كيرك وأنجبا أربعة بنات. اشتهرت هي وكيرك بكرم ضيافتهما، إذ رحبا بالعديد من الشخصيات السياسية والفلسفية والأدبية في منزلهما في ميكوستا (المعروف باسم «بيتي هيل»)، ووفرا المأوى للاجئين السياسيين والمتشردين وغيرهم الكثير. أصبح منزلهما موقعًا لندوات الفكر المحافظ لطلاب الجامعات.

## التعليم
تعلم في جامعة سانت أندروز، وجامعة ديوك، وجامعة ولاية ميشيغان.

## جوائز
حصل على جوائز منها:
- زمالة غوغنهايم
- ميدالية المواطنون الرئاسية  [لغات أخرى]‏.

## روابط خارجية
- راسيل كيرك على موقع الموسوعة البريطانية (الإنجليزية)
- راسيل كيرك على موقع إن إن دي بي (الإنجليزية)